# Licor de jabuticaba
Licor de jabuticaba é uma bebida alcoólica doce, geralmente resultado de uma receita de aguardente de cana, açúcar e jabuticaba silvestre. O licor de jabuticaba não costuma ser envelhecido por muito tempo, mas podem ficar algum tempo descansando até que atinjam o sabor ideal.
Normalmente seu teor alcoólico varia entre os 20% vol. e os 28% vol. Servido em pequenas taças, é ideal após as refeições, também muito comum em bombons.
Devido ao facto de serem obtidos através de produtos tradicionais, não é necessária a adição de corantes ou conservantes.

## História dos licores
A destilação da água com líquidos aromáticos é conhecida desde a Antiguidade. Pensadores como Hipócrates, Galeno e Plínio escreveram sobre o assunto. Mas somente em 900 a.C. os árabes inventaram a produção do álcool por meio da fermentação. É improvável, entretanto, que isto tenha ocorrido com cereais fermentados no Norte da Europa, pouco depois dos árabes.
A produção de licores aconteceu depois. No início, só adocicavam álcoois aos quais, grosseiramente, adicionavam xaropes e ervas (estas, tanto para dar gosto quanto para fins terapêuticos). 
Na Idade Média, o vinho (e mais tarde o álcool) era o principal antisséptico. Mas as plantas, raízes e ervas eram pesquisadas pelos monges para a cura de várias doenças. Os alquimistas levaram tais pesquisas adiante.
Registros apontam Arnaldo de Vilanova, sábio catalão nascido em 1240, aproximadamente, como o inventor “das tinturas modernas nas quais as virtudes das ervas são extraídas pelo álcool”. Com seu discípulo Ray Lulle, foi o primeiro a escrever o tratado sobre o álcool e divulgar receitas de licores curativos. Ao álcool açucarado eram misturados limão, rosa e flor-de-laranjeira. Há indícios da adição de pepitas de ouro às misturas, consideradas panaceias (remédios para todos os males). 
Villeneuve enfrentou problemas com a Inquisição por suas ideias avançadas. Mas, ao salvar a vida do Papa com uma poção de vinho, ervas e ouro, livrou-se da morte. Quando a Peste Negra espalhou-se pela Europa, no século XV, os licores associados a bálsamos vegetais e tônicos tornaram-se medicamentos preciosos.
Além da aguardente de vinho, outros álcoois eram utilizados para fazer licores, tais como o rum. Era comum a fabricação doméstica de licores e a utilização na cozinha e confeitaria. Durante o século XIX, a indústria da destilação cresceu. Surgiram no mercado muitas variedades de licores, e os caseiros começaram a desaparecer.
Os italianos sofisticaram a produção de licores. A rainha Catarina de Medicis, em visita à Itália, levou algumas receitas para a França. Luís XIV, apreciador da bebida, deliciava-se com um licor de âmbar e grãos de anis, canela e almíscar.

## Elaboração
Para a sua elaboração, existem diversas fases a considerar: primeiramente, deverão ser colocados juntos numa garrafa, o álcool ou aguardente com a Jabuticaba, erva aromática ou outro elemento em infusão, durante um período de tempo entre sessenta a noventa dias, num lugar fresco e seco.A garrafa ou recipiente deverá ser agitada diariamente. Em geral, devemos tomar como referência um litro de aguardente para uma chávena de chá contendo a jabuticaba, muito embora possam existir variações nesta proporção..

### Infusão/Maceração
O processo de infusão pode ser feito a frio ou a quente. Quando é feito a frio as frutas são esmagadas e colocadas num recipiente de água fria por um período de tempo que pode ir até um ano. Após este período o líquido é filtrado e adicionado a álcool neutro.

### As fases deste processo de fabrico
1. Homogeneização
2. Repouso (em recipiente de vidro por algumas semanas)
3. Refrigeração
4. Filtragem (através de carvão ou outros sistemas)
5. Engarrafamento

### Extractos ou Essências
É o método mais usado no fabrico dos licores por ser mais económico e prático. Talvez, por isso, a qualidade destes licores seja inferior a de outros obtidos por processos diferentes.
Nos licores fabricados por este processo entram os seguintes elementos: água, álcool, açúcar, essências, corante.